# طارق محمود أحمد
طارق محمود أحمد، البارون أحمد من ويمبلدون (من مواليد 3 أبريل 1968)، وهو رجل أعمال بريطاني ونبيل الحياة في حزب المحافظين. عُين وزير دولة للكومنولث والأمم المتحدة (ولاحقًا "وجنوب آسيا") في وزارة الخارجية وشؤون الكومنولث في 13 يونيو 2017.

## حياته
ولد في لامبيث، لأبوين مهاجرين باكستانيين بنجابيين، وتلقى تعليمه في مدرسة روتليش، ميرتون بارك، جنوب غرب لندن. هو عضو في الجماعة الأحمدية.

## سيرته المهنية
في عام 1991  م، التحق ببرنامج إدارة الخريجين في ناتويست، وعمل في النهاية رئيسًا للتسويق والرعاية والعلامات التجارية، وفي عام 2000  م ذهب للعمل في أليانس بيرنشتاين. في عام 2004  م، انضم إلى سوكدن للمالية، حيث عمل في اللجنة التنفيذية ومدير التسويق والإستراتيجية والبحوث. وهو زميل في معهد الخدمات المالية وعضو في معهد المديرين.
وهو من الطائفة الأحمدية. من 1999 إلى 2008 شغل منصب نائب رئيس خدام الأحمدية، وهي منظمة بريطانية للشباب المسلم. من 2001 إلى 2006، شغل منصب حاكم مدرسة ويمبلدون بارك الابتدائية. انضم إلى حزب المحافظين عام 1994  م. في عام 2002  م، انتخب مستشارًا في ويمبلدون. تنافس في كرويدون الشمالية عن حزب المحافظين في 2005. من 2008 إلى 2010، شغل منصب نائب رئيس حزب المحافظين.

## مهام برلمانية
في 13 يناير 2011، أصبح أحد النبلاء في الحياة، وعمد البارون أحمد من ويمبلدون في منطقة لندن بورو في ميرتون. انضم رسميًا إلى مجلس اللوردات في 17 يناير. في عام 2014  م، رُقي أحمد إلى وكيل وزارة برلماني في وزارة الإسكان والمجتمعات والحكم المحلي (DCLG). بعد الانتخابات العامة لعام 2015، عُين بشكل مشترك وزيرًا للمهارات وأمن الطيران في وزارة النقل ووزيرًا لمكافحة التطرف في وزارة الداخلية. في عام 2016  م، عُين وزيرًا للطيران والتجارة الدولية وأوروبا في وزارة النقل في وزارة أول مايو.
بعد الانتخابات العامة لعام 2017، عُين أحمد وزير دولة في وزارة الخارجية وشؤون الكومنولث مع مسؤوليات تجاه الكومنولث والأمم المتحدة والممثل الخاص لرئيس الوزراء المعني بمنع العنف الجنسي في حالات النزاع ثم جنوب آسيا لاحقًا.

## وصلات خارجية
- مساهمات الدورة الحالية في البرلمان[وصلة مكسورة] على Hansard
- Voting record at PublicWhip.org
- سجلات البرلمان في TheyWorkForYou.com
- Profile نسخة محفوظة 6 مارس 2016 على موقع واي باك مشين. at BBC News Democracy Live